# 万博記念公園自然文化園

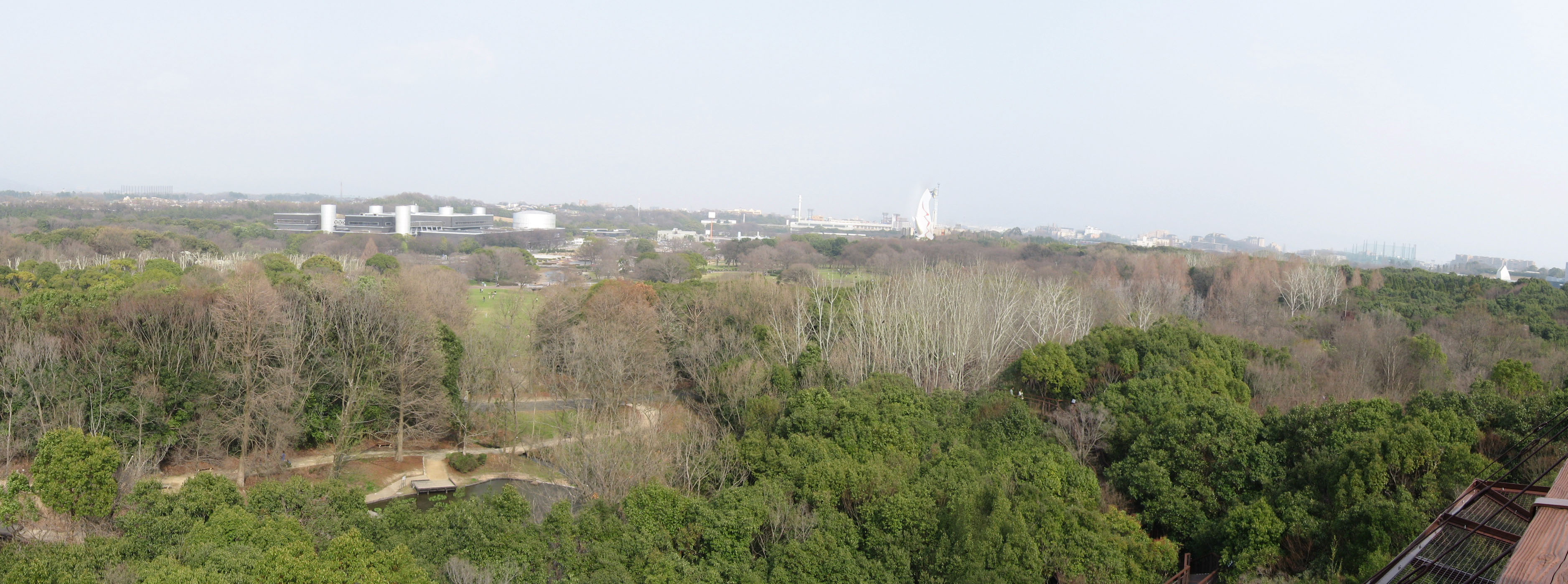
自然文化園西側の俯瞰

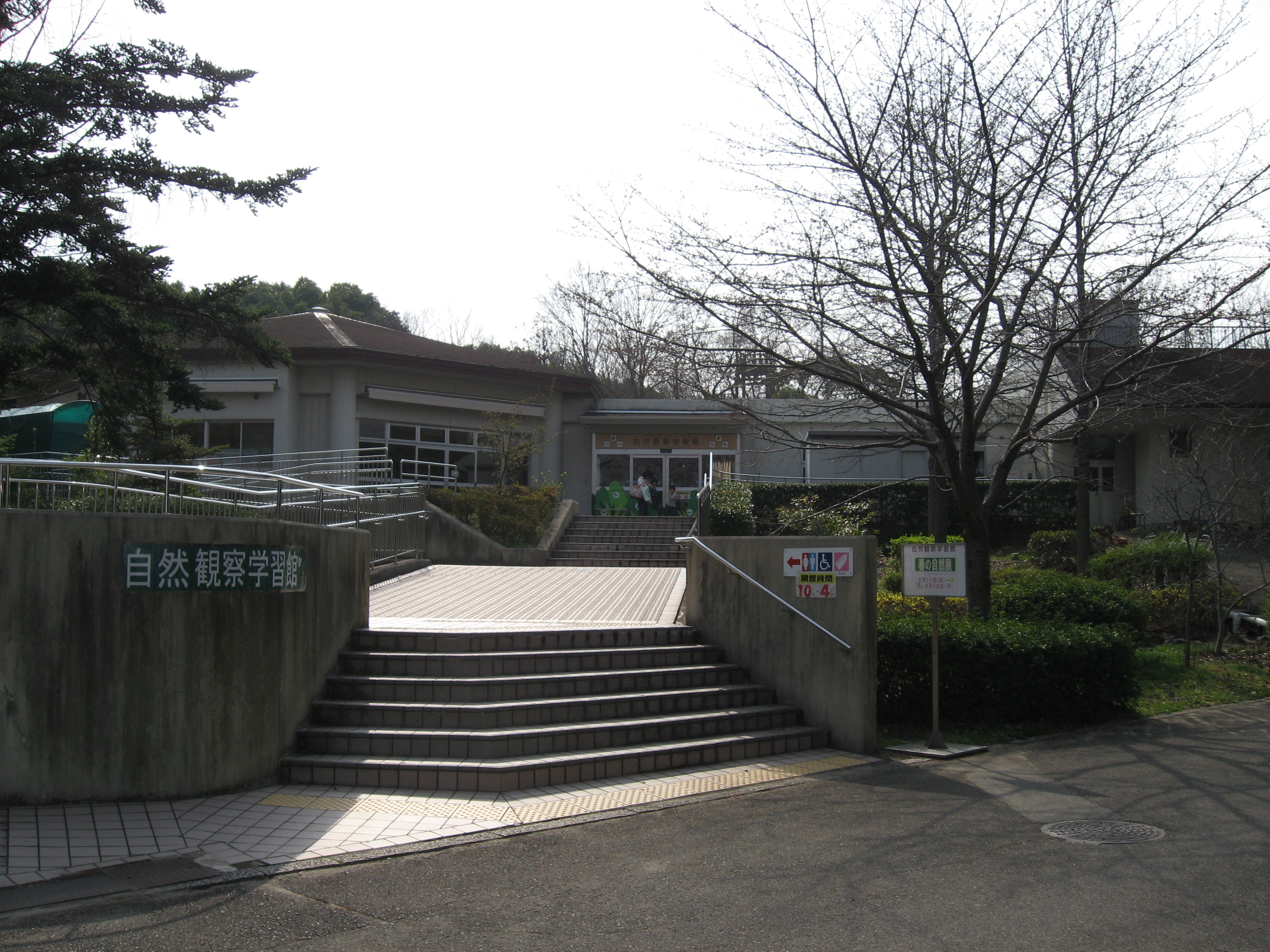
自然観察学習館

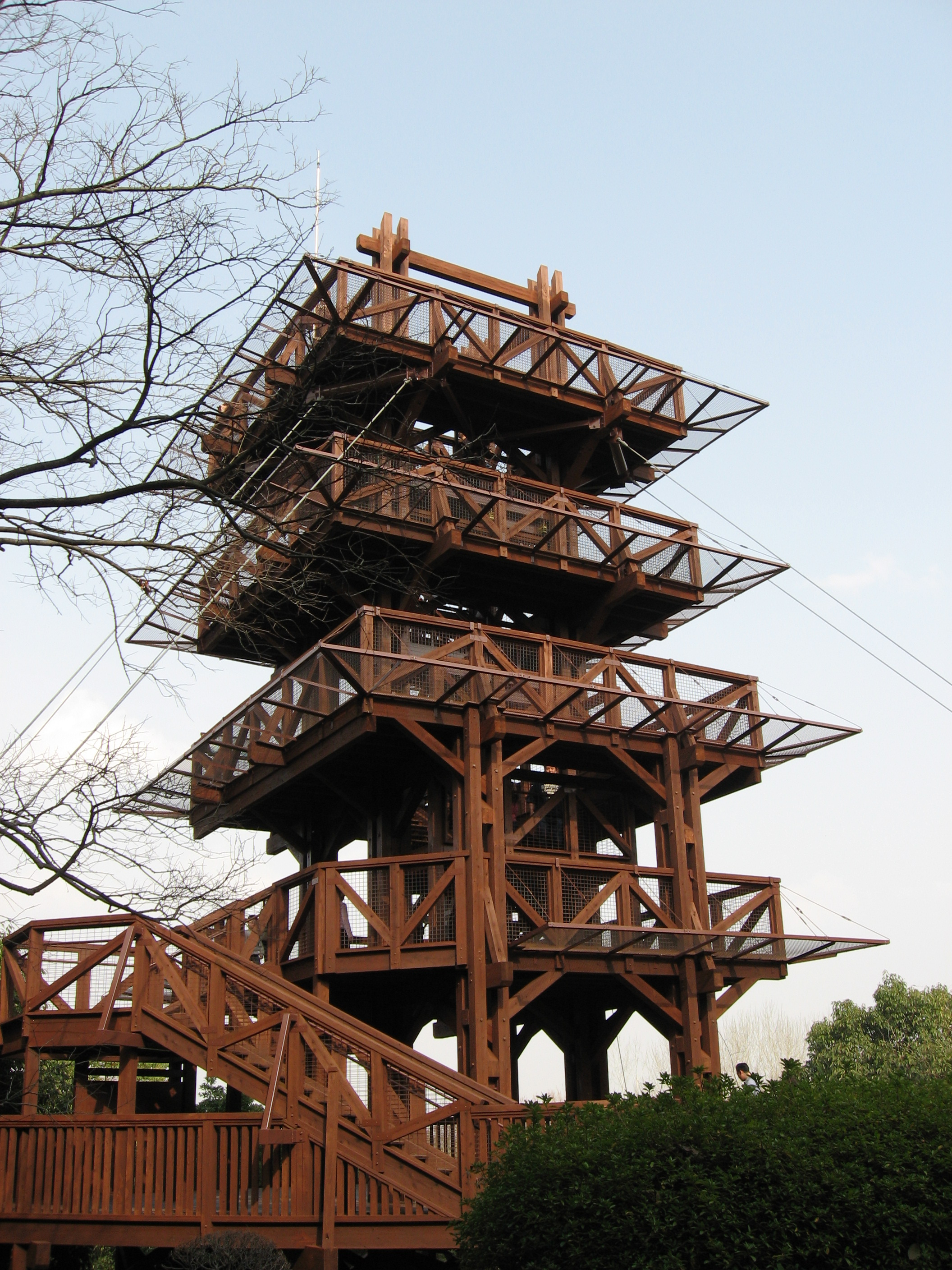
ソラード展望台

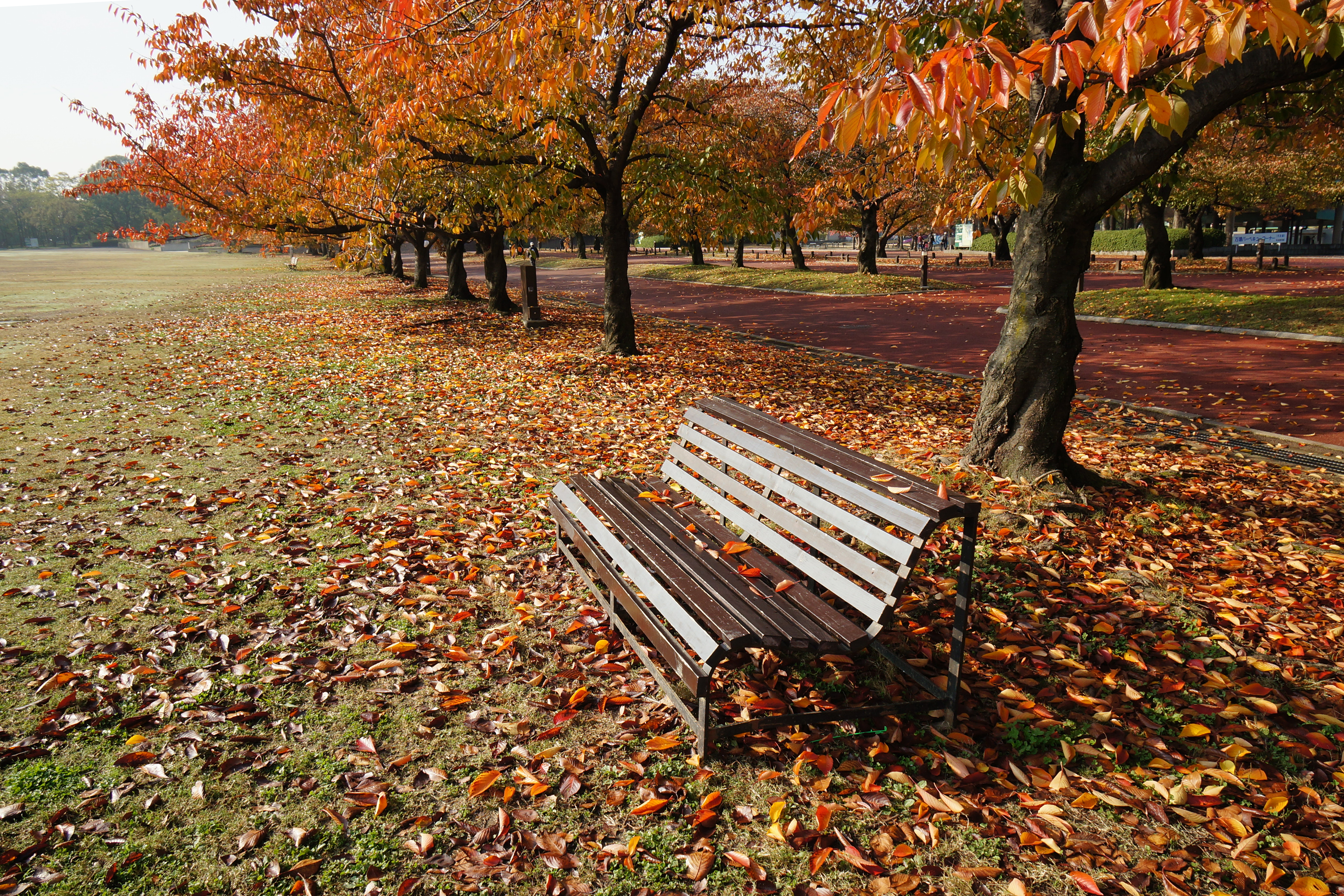
「東の広場」

万博記念公園自然文化園（ばんぱくきねんこうえんしぜんぶんかえん）は大阪府吹田市の万博記念公園内にある自然公園及び総合公園。1970年に行われた日本万国博覧会の跡地に作られた公園である。
自然文化園内には太陽の塔などがある。
管理・運営は大阪府。

## 概要
1970年に行われた日本万国博覧会のパビリオン撤去後に、残った跡地の処理が問題になった。
その後、土地再開発の為「自然文化園」が作られる事となり、岡本太郎作「太陽の塔」を中心に整備が進められた。
- 敷地面積 - 985,000m2
- 芝生面積 - 265,000m2

## 主な施設
各施設は、日本庭園・民俗学博物館より南に位置する。

### 太陽の塔
1970年の日本万国博覧会に合わせて岡本太郎により製作された「太陽の塔」はこの自然文化園のシンボルとなっている。

### 自然観察学習館
自然観察学習館の活動には、自然の実習活動などがある。

### ソラード
森の空中観察路。森の木の高さと同じ高さ（3 - 10メートル）に作られた観察道。下から見るのと違った視点で観察ができる。森の集音器、展望台などもある。しかし近年は樹木の成長により、木の上（林冠）を観察できる部分は少なくなった。

### 現代美術の森
日本万国博覧会の開催から35周年を記念して、美術作品14点が展示されている。

### お祭り広場
日本万国博覧会が開催されていた当時の催し物会場跡地を「お祭り広場」として土地活用し、フリーマーケットなどが行われている。

### 緑地
- 太陽の広場 - 太陽の塔の前面の緑地
- 上の広場
- 下の広場
- 東の広場

### 夢の池
1970年の日本万国博覧会に合わせて日系アメリカ人のイサム・ノグチにより宇宙の夢をテーマとして設計された噴水塔が「夢の池」という人工池内に設置されている（彗星〈メインの噴水塔〉、コロナ〈四角〉、星雲〈水色筒〉、惑星〈ドーナツ型〉、宇宙船〈半円〉）。博覧会終了後に出水機能を停止させて、モニュメントとして残されている。1985年より夢の池サイクルボートが利用できるようになった。施設の老朽化で池の水が渇水した為、2009年6月18日付で営業を休止して池の改修工事が行われた。2011年5月28日に営業再開。

## 利用案内
- 入場料 - 大人260円　小人80円(2022年3月現在)
  - 日本庭園と共通の料金
- 定休日 - 毎週水曜日・年始年末

## 交通アクセス
- 万博記念公園駅 - 自然文化園・エキスポランドなど、記念公園中央口
- 公園東口駅 - 国立民族学博物館・大阪日本民藝館・万博記念競技場・日本庭園・平和のバラ園など
- 山田駅 - フットサルコート・パークゴルフなど、記念公園西口
- 茨木駅・茨木市駅・千里中央駅から阪急バス・近鉄バス利用